# Norbert Gyömbér
Norbert Gyömbér [norbert ďembér] (* 3. července 1992, Revúca) je slovenský fotbalový obránce či záložník a reprezentant, od září 2017 působící v klubu FC Bari 1908, kde je na hostování z mužstva AS Řím. Mimo Slovensko působil na klubové úrovni v Itálii a Rusku.
Za rok 2013 vyhrál cenu Petra Dubovského, která se na Slovensku uděluje nejlepšímu slovenskému hráči do 21 let. Účastník EURA 2016 ve Francii.

## Klubová kariéra
Svoji fotbalovou kariéru začal v týmu MFK Revúca, odkud v roce 2006 v průběhu mládeže přestoupil do Dukly Banská Bystrica.

### FK Dukla Banská Bystrica
Před sezonou 2011/12 se propracoval do A-mužstvu. V dresu Dukly debutoval 1. října 2010 v ligovém utkání jedenáctého kola proti MFK Ružomberok (prohra 0:2), odehrál celý zápas. Především díky výkonům v podzimní části sezony 2012/13 se o něj začali v zimním přestupovém období zajímat zahraniční kluby. Celkem za Banskou Bystricu odehrál 44 ligových střetnutí.

### Calcio Catania
V červenci 2013 podepsat kontrakt s italským klubem Calcio Catania. V Serii A debutoval 19. října 2013 v utkání proti domácímu týmu Cagliari, které skončilo porážkou Catanie 1:2. Gyömbér nastoupil na hřiště v 71. minutě za stavu 1:1. O týden později nastoupil v základní sestavě proti US Sassuolo Calcio a kvalitním výkonem pomohl k zisku bodu za remízu 0:0. Byl vyhlášen nejlepším hráčem střetnutí a fotbalový portál Goal.com ho zařadil do ideální jedenáctky 9. ligového kola Serie A. Premiérový gól v Serii A vstřelil 26. března 2014 v zápase proti SSC Neapol (za který nastoupil jeho krajan Marek Hamšík), ale pouze mírnil skóre na konečných 2:4. Na jaře 2014 sestoupil s Catanií do Serie B. Celkem za tým odehrál 26 ligových zápasů.

### AS Řím
V srpnu 2015 odešel z Catanie na hostování s opcí na přestup do prvoligového italského klubu AS Řím. Ligový debut v AS Řím si odbyl v 7. kole hraném 4. 10. 2015 proti Città di Palermo (výhra 4:2), nastoupil na posledních osm minut. V létě 2016 klub uplatnil předkupní právo a podepsal s hráčem tříletý kontrakt. AS Řím údajně za hráče Catanii zaplatil 1,5 milionů eur.

### Delfino Pescara 1936 (hostování)
V srpnu 2016 odešel z AS kvůli většímu zápasovému vytížení na hostování do týmu Delfino Pescara 1936, nováčka Serie A 2016/17. Za Pescaru debutoval 21. srpna 2016 prvním kole proti SSS Neapol (remíza 2:2), odehrál celých 90 minut. V Pescare měl původně hostovat rok, nakonec se v únoru 2017 vrátil do AS Řím. Celkem za tým odehrál 10 střetnutí v lize.

### RFK Terek Groznyj (hostování)
V únoru 2017 zamířil na čtyřměsíční hostování do ruského klubu RFK Terek Groznyj.

### FC Bari 1908 (hostování)
Koncem srpna 2017 odešel na hostování z AS Řím do klubu FC Bari 1908 působícího v italské druhé lize Serie B. Součástí smlouvy byla i opce na přestup v případě postupu klubu do Serie A.

## Reprezentační kariéra
Figuroval v kádru slovenského reprezentačního výběru U21 vedeného trenérem Ivanem Galádem v kvalifikaci na Mistrovství Evropy hráčů do 21 let 2013 v Izraeli, ve které se Slovensko probojovalo do baráže proti Nizozemsku. Gyömbér nastoupil v obou barážových zápasech, které skončily shodnou prohrou slovenského týmu 0:2. S týmem U21 odehrál i větší část následujícího kvalifikačního cyklu, kde se slovenskému týmu podařilo vyhrát 3. kvalifikační skupinu (zisk 17 bodů) před druhým Nizozemskem (16 bodů), což znamenalo účast v baráži o Mistrovství Evropy hráčů do 21 let 2015 v České republice.

### A-mužstvo
V A-týmu Slovenska debutoval pod trenérem Jánem Kozákem 5. března 2014 v přátelském utkání na stadionu Netanja proti domácímu Izraeli, které skončilo vítězstvím Slovenska 3:1. Nastoupil v základní sestavě a hrál do 86. minuty, kdy jej vystřídal další debutant Filip Kiss. 9. října 2014 byl u vítězství 2:1 v kvalifikačním zápase na EURO 2016 proti Španělsku. Slovensko po úvodní výhře nad Ukrajinou vyhrálo i nad úřadujícími mistry Evropy Španěly a potvrdilo tak výborný vstup do kvalifikace. Gyömbér hrál v úvodních třech kolech kvalifikace na různých pozicích, proti Ukrajině na stoperu (střed obrany), proti Španělsku na postu defenzivního záložníka a proti Bělorusku o 3 dny později (výhra 3:1) na levé straně obrany. Se slovenskou reprezentací slavil 12. října 2015 postup na EURO 2016 ve Francii (historicky první pro Slovensko v éře samostatnosti).

#### EURO 2016
Trenér Ján Kozák jej vzal na EURO 2016 ve Francii, kam se Slovensko probojovalo poprvé v éře samostatnosti. V prvním utkání proti Walesu (prohra 1:2) a ve druhém proti Rusku (výhra 2:1) nenastoupil. Objevil se až v posledním zápase základní skupiny proti Anglii, utkání skončilo skončilo remízou 0:0. Slovenští fotbalisté skončili se 4 body na třetím místě tabulky, v osmifinále se představili proti reprezentaci Německa, kterému podlehli 0:3 (Gyömbér nastoupil), a s šampionátem se rozloučili.

#### Po Euru 2016
V říjnu 2018, po prohře s Českem (1:2) v utkání Ligy národů, spolu s několika spoluhráči navštívil noční klub. Vzniklý skandál odnesl hlavní trenér Ján Kozák, který rezignoval.

### Reprezentační zápasy
Zápasy Norberta Gyömbéra v A-týmu slovenské reprezentace
| 2014               | 7  | 0 |
| 2015               | 5  | 0 |
| 2016               | 4  | 0 |
| 2017               | 2  | 0 |
| Celkem             | 18 | 0 |
| Platí k 3. 9. 2017 |    |   |